# Le catene di Eymerich
Le catene di Eymerich è un romanzo del 1995 di Valerio Evangelisti, facente parte della serie incentrata sull′Inquisitore Nicolas Eymerich.

## Trama
Valle d′Aosta, 1365. Nicolas Eymerich, nominato Inquisitore Generale del Regno d′Aragona, viene inviato in missione a Châtillon, per indagare sulla presenza di una setta di Càtari sopravvissuta alle persecuzioni. Nel proseguire le sue indagini, l′Inquisitore dovrà scontrarsi con ibridi semi-umani e apparentemente immortali.
Come in tutti romanzi della serie, la vicenda avrà conseguenze nel XX secolo, legandosi alle ricerche dello scienziato nazista Jacob Graf, fuggito in Guatemala in seguito alla disfatta della Germania nazista; e la Romania del dopo Ceaușescu.
La conclusione del romanzo porterà alla scoperta di uno dei più terribili crimini contro l′umanità.

## Edizioni
- Valerio Evangelisti, Le catene di Eymerich, Mondadori, 2006, ISBN 978-88-04-55158-4.